# Garten des Liu Yong (Peking)
Der Garten des Liu Yong ist ein ehemaliger Privatgarten eines Hofbeamten in Peking.
Liu Yong (1720–1804) war ein in ganz China bekannter Kalligraph, der es in seiner Laufbahn als kaiserlicher Hofbeamter bis zum Kanzler brachte. Sein Privathaus lag in der Osthälfte von Peking. Daran grenzte ein kleiner, kunstvoll gestalteter Privatgarten an, der bis heute erhalten geblieben ist und als typisches Exemplar eines chinesischen Privatgartens dieser Zeit gilt.
In der Nordwestecke des 40 Meter langen und 35 Meter breiten Gartens erhebt sich ein mit Felsen besetzter kleiner Hügel von etwa fünf Metern Höhe. Verhältnismäßig steil und mit gewundenen Pfaden versehen macht er den Eindruck eines Gebirgsausläufers. An seinem Fuß befindet sich ein natürlich geformter Teich, der wie ein tiefer See am Fuße eines hohen Berges wirkt. Üppig gewachsene Bäume spenden dichten Schatten. Wie für die meisten chinesischen Gärten typisch, kommt auch hier den Gebäuden eine besondere Bedeutung zu. Zu ihnen zählen das  Haupttor, das Tor der Hängenden Blüten, die Haupthalle und das Tor der Hängenden Blüten im hinteren Hof. Alle Gebäude sind reich verziert, das Schnitzwerk in den offenen Fenstern zählt zu den besten Arbeiten in den nordchinesischen Gärten.